# Theuma maculata
Espèce
Theuma maculata est une espèce d'araignées aranéomorphes de la famille des Prodidomidae.

## Distribution
Cette espèce se rencontre en Afrique du Sud, au Botswana et au Zimbabwe.

## Description
La femelle syntype mesure 7 mm et le mâle 7,5 mm.

## Systématique et taxinomie
Cette espèce a été décrite par Purcell en 1907.

## Publication originale
- Purcell, 1907 : « New South African spiders of the family Drassidae in the collection of the South African Museum. » Annals and Magazine of Natural History, sér. 7, vol. 20, p. 297-336 (texte intégral).